# QB50P1
QB50P1は2Uサイズキューブサットのアマチュア無線衛星。European-OSCAR 79、EO-79やFUNcube-3とも呼ばれる。オランダの企業ISIS BVの支援を受けてフォン・カルマン流体力学研究所の下で開発された。QB50P1はFUNcube-3リニアトランスポンダを搭載している。QB50P1は同時に打ち上げられたQB50P2とともにQB50と呼ばれるキューブサットの衛星群計画の事前計画であり、欧州委員会の研究・技術開発フレームワーク・プログラムFP7から資金提供を受けている計画である。
ベルギーのフォン・カルマン流体力学研究所が運用しており、ベルギー最初の衛星となった。

## 計画
衛星は2014年6月19日にヤースヌイ宇宙基地から他の衛星30機以上機とともにドニエプルで打ち上げられた。
衛星の目的は後に行われるQB50で使われる衛星群のシステムを試験することである。このために方向位置制御装置、質量分析装置、酸素流量計、制御用ソフト、クアッドパックを展開するドロップアウト装置などが搭載され、試験される
また、AMSAT-NLとISIS BVが作成に協力したFUNcube-3と呼ばれるリニアトランスポンダが搭載されている。トランスポンダは主要任務でもアマチュアバンドによる支援と利用が考えられているが、運転開始から6ヶ月を見込む主要ミッションの終了後に活性化される見込みである。

## 周波数
- 145,815 MHz 1200 Bd BPSKまたはCWテレメトリ
- 435/145 MHz、出力400mWの反転SSB/CWトランスポンダ
- アップリンク 435,035 – 435,065 MHz
- ダウンリンク 145,935 – 145,965 MHz

## 註
1. ↑  Innovative Solutions in Space

1. ↑  “ESRO 2B”. NASA. 2013年3月6日閲覧。
2. ↑   "QB50p1 – Satelliten Information". Heavens-Above GmbH. 21 December 2014. 2014年12月21日閲覧。
3. ↑  "EO-79 (QB50p1)". AMSAT-NA. 21 December 2014. 2014年12月21日閲覧。
4. ↑  "Dnepr – 2014 Cluster Launch". SPACEFLIGHT101. 19 June 2014. 2014年12月22日閲覧。